# Wienaktionism
Wienaktionism är en beteckning på en konstriktning som påminde om happening. Den utvecklades av Otto Muehl och Hermann Nitsch under tidigt 1960-tal.
Wienaktionismen hade som mål att genom konstnärliga aktioner blottlägga det anarkistiska i livet. Orgiastiskt iscensatta aktioner med delvis explicita sexuella och sadomasochistiska drag skulle bidra till att medvetandegöra bortträngda aggressiva impulser och därigenom bidra till befrielsen från dem.
Andra framstående företrädare var Günter Brus, Adolf Frohner, Alfons Schilling och Rudolf Schwarzkogler.